# Cyperus nduru
Cyperus nduru är en halvgräsart som beskrevs av Henri Chermezon. Cyperus nduru ingår i släktet papyrusar, och familjen halvgräs. Inga underarter finns listade i Catalogue of Life.